# 428102 Rolandwagner
428102 Rolandwagner este o planetă minoră (asteroid) din centura de asteroizi. A fost descoperită pe 30 august 2006 la Saint-Sulpice de Bernard Christophe⁠(d). 
Obiectul prezintă o orbită caracterizată de o semiaxă mare de 2,1995139702108 UAi, o excentricitate de 0,16, o înclinație de 4,8 ° în raport cu ecliptica.